# 森山総合公園野球場
森山総合公園野球場（もりやまそうごうこうえんやきゅうじょう）は、岩手県胆沢郡金ケ崎町にある野球場である。
2022年までは全国高等学校野球選手権岩手大会の3回戦までの会場として使用された。また、女子ソフトボールJDリーグの会場としても使用されている。

## 施設概要
- グラウンド面積：,;
- 両翼：92m、中堅：122m
- 内野：土、外野：天然芝
- スコアボード：フルカラーＬＥＤ式(スピードガン付)
- 収容人員：4,080人(メインスタンド1130人,内野スタンド800人,外周スタンド2150人)
- 照明設備：あり

## プロ野球開催実績
ファーム
- 2004年9月4日 イ・巨人 6-7 ヤクルト
- 2018年6月23日  イ・楽天 2-9 埼玉西武 観衆2881人

## 注記
- 野球場以外の森山総合公園施設については森山総合公園を参照のこと

## 交通
- 東日本旅客鉄道（JR東日本）東北本線、金ケ崎駅から徒歩約30分。(約2km)
- 東北自動車道、北上金ヶ崎インターチェンジから約5分。(約3km)